# Dialekt toskijski języka albańskiego
Dialekt toskijski języka albańskiego – jeden z dwóch głównych dialektów języka albańskiego (obok dialektu gegijskiego), używany w południowej części tego kraju oraz m.in. w Macedonii Północnej i Grecji.
Obie odmiany terytorialne języka są istotnie odmienne fonologicznie, gramatycznie i leksykalnie. Granicę między nimi tworzy rzeka Shkumbin oraz 41° równoleżnik; jest to również granica kulturowa. Norma literacka języka, nauczana w szkołach w Albanii, jest oparta głównie na dialekcie toskijskim.